# Тънбридж
Тънбридж (на английски: Tonbridge) е град в графство Кент, югоизточна Англия. Населението му е около 39 000 души (2011).
Разположен е на 70 метра надморска височина в равнината Уийлд, на северния бряг на река Медуей и на 45 километра югоизточно от центъра на Лондон. Селището възниква около построения след Норманското нашествие Тънбриджки замък.
Градският футболен отбор е „Тънбридж Ейнджълс“.

## Известни личности
Родени в Тънбридж
- Хари Андрюс (1911 – 1989), актьор
- Ана Аткинс (1799 – 1871), фотографка
- Сесил Франк Поуел (1903 – 1969), физик

Починали в Тънбридж
- Силвия Пейн (1880 – 1976), психиатърка